# Conseil de Boorowa
Le conseil de Boorowa (en anglais : Boorowa Council) est une ancienne zone d'administration locale située dans l'État de Nouvelle-Galles du Sud en Australie. Il a existé de 1944 à 2016.

## Géographie
Il s'étendait sur 2 579 km2 dans la région des South West Slopes au sud-est de la Nouvelle-Galles du Sud et était traversé par la Lachlan Valley Way. Outre Boorowa, il comprenait les villages de Frogmore, Reids Flat, Rugby et Rye Park.

## Histoire
Le conseil est créé le 1er septembre 1944 par la fusion du comté de Murrungal et de la municipalité de Burrowa.
Le 12 mai 2016, par décision du gouvernement de Nouvelle-Galles du Sud, le conseil est supprimé et fusionné avec les comtés de Harden et de Young pour former le conseil des Hilltops.

## Démographie
En 2011, la population s'élevait à 2 399 habitants.